# Piz Avat
Piz Avat är en bergstopp i Schweiz.   Den ligger i regionen Surselva och kantonen Graubünden, i den östra delen av landet, 110 km öster om huvudstaden Bern. Toppen på Piz Avat är 2 910 meter över havet, eller 122 meter över den omgivande terrängen. Bredden vid basen är 1,3 km.
Terrängen runt Piz Avat är huvudsakligen mycket bergig. Närmaste större samhälle är Silenen, 17,9 km väster om Piz Avat. 
Trakten runt Piz Avat består i huvudsak av gräsmarker. Runt Piz Avat är det glesbefolkat, med 13 invånare per kvadratkilometer.